# Télévision amateur
Pour les articles homonymes, voir ATV.
La télévision amateur (amateur television ou ATV) désigne des émissions de télévision réalisées par des radioamateurs.
Il ne faut pas confondre la télévision amateur avec la télévision à balayage lent (SSTV : Slow Scan Télévision) qui est une technique de transmission d'images de résolutions et qualités réduites, ligne par ligne, en utilisant du matériel radioamateur classique (vocal).
Néanmoins, un compromis peut être trouvé entre la SSTV (largeur de bande de 3 kHz) et la FSTV (Fast Scan Télévision ou ATV), en utilisant un mode intermédiaire, la Narrow Bandwidth Télévision (NBTV), permettant des émissions d'images animées en basse résolution. La largeur de bande étant de 2 kHz pour la NBTV, il est donc possible de faire usage de matériel radioamateur classique en HF, comme en VHF ou UHF.

## Description
Des émissions expérimentales d'amateurs ont été autorisées aux Etats-Unis et en Grande-Gretagne en 1928, dans le contexte du lancement de la télévision mécanique.
En Europe, la télévision d'amateur (TVA) utilise principalement le système PAL pour le codage des émissions, et un peu le SECAM en France. Le NTSC quant à lui est utilisé aux États-Unis.
Dans les faits, la norme employée correspond à la norme de la télévision commerciale locale. Cela permet d'utiliser les téléviseurs classiques du commerce pour recevoir les émissions.
La qualité des images transmises peut être comparable à celle de la télévision commerciale, à la qualité de la caméra utilisée près. Les images sont en couleurs, le son est principalement monophonique.
L'émission en télévision nécessite de grandes bandes passantes ; elle se pratique donc uniquement sur des fréquences élevées sur la bande des 430 MHz et au-delà. Le standard est en général celui de la télévision commerciale hertzienne ; sur les fréquences supérieures, le standard est celui utilisé en télévision satellite.
La TNT n'est pas utilisée actuellement en amateur (2006), par contre la télévision numérique telle que diffusée par les satellites commerciaux DVB-S est utilisée en terrestre à titre permanent depuis 2007 (relais « F5ZUY » du Bischenberg). Les premiers essais hertziens en norme câble DVB-C ont eu lieu mi-2008 au même endroit dans le Bas-Rhin, et se sont révélés concluants avec une excellente qualité sur 436 MHz (fréquence centrale). L'avantage est de pouvoir "passer" un canal vidéo numérique sur une bande de 2 MHz de large seulement. C'est indispensable dans la bande amateur la plus basse autorisée en TVA : le 70 cm (430-440 MHz), qui est en même temps la plus étroite, et celle qui permet les contacts les plus lointains.
Les émissions amateur ne peuvent pas être chiffrées et leur contenu doit être limité à ce qui est autorisé dans le pays concerné (technique en général).
Étant donné les fréquences utilisées, les liaisons sont assez souvent limitées à la portée optique, tout comme la télévision commerciale. Cependant, les puissances étant beaucoup plus faibles, quelques watts seulement — parfois 100 W — les portées sont plus limitées (sauf si l'on utilise des antennes directives, à gain, de part et d'autre de préférence). Des réseaux de relais ont donc été installés un peu partout en France, le plus important est actuellement situé dans le midi de la France  et permet d'acheminer des images de Nice à Perpignan.